# Kim Rockhill
Kim Rockhill (født 2. juni 1953) er regionsrådsmedlem i Region Hovedstaden for Socialdemokratiet. Han er medlem af forretningsudvalget samt miljø- og klimaudvalget. Han har været byrådsmedlem fra 1985 i Skibby Kommune, borgmester i kommunen fra 1989 til 2001, og fortsat byrådsmedlem i Frederikssund Kommune frem til januar 2019.
Kim Rockhill har været forstander for AKU-center Slangerup, men stoppede i 2017.
Privat er Kim Rockhill bosat i Skibby, han er gift og har to børn.